# Anna Maria Scicolone
Anna Maria Villani Scicolone, née le 11 mai 1938 à Naples, est une chanteuse et personnalité de la télévision italienne.
Sœur de Sophia Loren, elle fut l'épouse de Romano Mussolini, fils de Benito Mussolini.

## Biographie
Anna Maria Scicolone est la fille illégitime de l'ingénieur Riccardo Scicolone et Romilda Villani, professeur de piano ressemblant à Greta Garbo. Elle est la cadette de Sophia Loren, son unique sœur. Elles passent une enfance et une jeunesse difficiles à Pouzzoles, à une quinzaine de kilomètres de Naples avec leur mère.
Elle épouse Romano Mussolini en 1962. Ils ont deux filles, Alessandra et Elisabetta.
Divorcée, elle se remarie en 1977 avec le chirurgien Magid Tamiz.

## Œuvres
- La cucina delle mie certezze
- A tavola con il duce
- La mia casa è piena di specchi (it), 2004